# Dunaegyháza
Dunaegyháza è un comune dell'Ungheria situato nella contea di Bács-Kiskun, nell'Ungheria meridionale di 1 543 abitanti (dati 2009)

## Società

### Evoluzione demografica
Secondo i dati del censimento 2001 il 90,6% degli abitanti è di etnia ungherese, è presente una minoranza di etnia slovacca